# 八路军总部河南村旧址
八路军总部河南村旧址，位于山西省长治市黎城县上遥镇河南村，是一处山西省文物保护单位。
2021年8月4日，八路军总部河南村旧址公布为第六批山西省文物保护单位，年代为1939年，近现代重要史迹及代表性建筑类，编号6-334。